# Tilmann Schweisfurth
Tilmann Schweisfurth (* 5. Juni 1959 in Siegen) ist ein deutscher Beamter und Berater. Er war von 2004 bis 2016 Präsident des Landesrechnungshofes Mecklenburg-Vorpommern.

## Leben

### Ausbildung
Tilmann Schweisfurth studierte Verwaltungswissenschaften an der Universität Konstanz. Er wurde 1990 mit einer Arbeit über „Ausbildungsbeihilfenpolitik in Deutschland“ zum Dr. promoviert.

### Laufbahn und Wirken
Schweisfurth absolvierte das Wirtschaftsreferendariat beim Land Nordrhein-Westfalen und war von 1990 bis 1991 im Dienst des Regierungspräsidiums Düsseldorf und währenddessen zum Deutschen Städtetag abgeordnet. Anschließend arbeitete er von 1991 bis 1992 im Bundesministerium der Finanzen und von 1992 bis 1994 bei der Europäischen Bank für Wiederaufbau und Entwicklung in London.
Er wechselte in den sächsischen Staatsdienst und war von 1994 bis 1997 Referatsleiter und stellvertretender Leiter der Haushaltsabteilung im Sächsischen Staatsministerium der Finanzen und von 1997 bis 2000 Rechnungshofdirektor im Sächsischen Rechnungshof. Anschließend folgten Verwendungen von November 1998 bis Februar 1999 bei der Internationalen Finanz-Corporation und von August bis Dezember 1999 bei der Weltbank in Washington D.C. Er kehrte zurück und war von 2000 bis 2001 Leiter der Haushaltsabteilung im Sächsischen Staatsministerium der Finanzen sowie von 2002 bis 2004 Rechnungshofdirektor im Sächsischen Rechnungshof mit zwischenzeitlicher Abordnung zur Sächsischen Staatskanzlei als Leiter der Leitstelle Wiederaufbau Augusthochwasser 2002.
Der Landtag Mecklenburg-Vorpommern wählte Schweisfurth am 18. Februar 2004 zum Präsidenten des Landesrechnungshofes Mecklenburg-Vorpommern. Er übte das Amt von Mai 2004 bis April 2016 aus.
Im Jahr 2010 nahm er einen Lehrbeauftrag des Lehrstuhls für Finanzwissenschaft am Institut für Volkswirtschaftslehre der Universität Rostock an. Er wurde 2012 für das Land Mecklenburg-Vorpommern Mitglied der Kommission zur Ermittlung des Finanzbedarfs der Rundfunkanstalten. Schweisfurth wurde 2018 als Sonderbeauftragter für die Deponie Ihlenberg der Landesregierung Mecklenburg-Vorpommern in Nordwestmecklenburg eingesetzt, um ein neues Konzept aufgrund überschrittener Grenzwerte bei giftigem Sondermüll zu erarbeiten. 2019 legte er einen Bericht zur Neuausrichtung der Deponie vor.
Im Jahr 2022 übernahm er den Aufsichtsratsvorsitz der Universitätsmedizinen Rostock und Greifswald sowie die Position des Sonderbeauftragten für die Universitätsmedizinen der Landesregierung Mecklenburg-Vorpommern von Mathias Brodkorb (SPD). Gründe für die Schaffung des Amtes waren mehrere Negativschlagzeilen, vor allem im Bereich von Versorgungsengpässen in der Kinderklinik, Personalmangel und schlechter Bezahlung in den Tochterfirmen.
2020 wurde er zum Aufsichtsratsvorsitzenden der Staatlichen Porzellan-Manufaktur Meissen gewählt.

### Strafverfahren
Im Juni 2013 wurde Schweisfurth in einer anonymen Anzeige der Untreue bezichtigt. Hierbei wurde angegeben, dass sich Schweisfurth während seiner Zeit als Präsident des Landesrechnungshofes zur Durchführung seines privaten Lehrauftrags an der Universität Rostock rechtswidrig durch Mitarbeiter des Rechnungshofes unterstützten ließ. Die Staatsanwaltschaft Schwerin erhob nach Durchführung der Ermittlungen gegen Schweisfurth Anklage wegen Betrugs und Untreue. Das Landgericht Schwerin ließ die Anklage zu. Das Verfahren wurde gegen Strafzahlung eingestellt.

## Veröffentlichungen (Auswahl)
- Reformpolitik im Wandel: zur Entstehung des 1. Ausbildungsförderungsgesetzes. D. Thränhardt, Münster 1986.
- Ausbildungsbeihilfenpolitik in Deutschland. Dissertation, Konstanz 1990.
- Privatwirtschaftliche Formen kommunaler Investitionsfinanzierung. Deutscher Städtetag, Köln 1991, ISBN 978-3-88082-147-7.
- Politik, Bürokratie und staatliche Ausbildungsbeihilfen in Deutschland. Deutscher Universitätsverlag, Wiesbaden 1993, ISBN 978-3-8244-4138-9.
- mit Werner Gatzer (Hrsg.): Öffentliche Finanzwirtschaft in der Staatspraxis. 1. Auflage, Berliner Wissenschafts-Verlag, Berlin 2015, ISBN 978-3-8305-3325-2.